# Всеобщие выборы в Нунавуте (2004)
Всеобщие выборы в Нунавуте 2004 года прошли 16 февраля и стали вторыми выборами в истории канадской территории Нунавут. На них было избрано 19 членов Законодательного собрания территории. На момент проведения выборов было зарегистрировано 11 285 избирателей.
Территория действует в системе консенсусного правительства без участия политических партий. Премьер-министр Нунавута выбирается Законодательным собранием из числа его членов.

## Вопросы
Вопросы на выборах включали:
- размер государственной службы;
- Закон о правах человека на территории;
- образование;
- язык и культура.

## Результаты
Выборы состоялись в 18 из 19 избирательных округов. Ниже приведен список округов с их кандидатами.
| Округ                                                        | Депутат           | Победитель             | Процент         | Побеждённые кандидаты                                                                              |
| ------------------------------------------------------------ | ----------------- | ---------------------- | --------------- | -------------------------------------------------------------------------------------------------- |
| Акуллик (Akulliq)                                            | Овиде Алаканнуарк | Стив Карсалак          | 34,86 %         | Джордж Болендер, Джоани Крингейрк, Джон Нингард, Роланд Тунгилик                                   |
| Амиттук (Amittuq)                                            | Эноки Иркиттук    | Луи Тэпардджук         | 39,63 %         | Соломон Алурат, Эноки Иркиттук                                                                     |
| Арвиат (Arviat)                                              | Кевин О’Брайен    | Дэвид Алагалак         | 36,53 %         | Питер Аларак, Питер Ту Аулатют, Кевин О’Брайен, Джей Сен, Коно Таттуине                            |
| Бейкер-Лейк (Baker Lake)                                     | Гленн Маклин      | Дэвид Сималак          | 48,22 %         | Дэвид Аксауни, Бекки Кудло, Дэвид Хэндлуктук-старший.                                              |
| Кеймбридж-Бей (Cambridge Bay)                                | Келвин Нг         | Кит Петерсон           | 54,09 %         | Гарри Амброуз М. Акнавигак, Дэвид Каосони, Гарри Макшагак                                          |
| Гудзон-Бей (Hudson Bay)                                      | Питер Каттук      | Питер Каттук           | 42,76 %         | Моисей Аппакак, Джо Аррагутайнак, Купапик Нинэочеак, Джонни Тукалук                                |
| Центральный Икалуит (Iqaluit Centre)                         | Хантер Тоотоо     | Хантер Тоотоо          | 44,8 %          | Натсик Алаинга-Канго, Майк Кортни, Кевин Маккормак, Паулуо Панилу, Мэри Эллен Томас                |
| Восточный Икалуит (Iqaluit East)                             | Эд Пикко          | Эд Пикко               | 70,68 %         | Джон Амагоалик, Норман Ишулутак                                                                    |
| Западный Икалуит (Iqaluit West)                              | Пол Окалик        | Пол Окалик             | 76,99 %         | Дуг Уоркмэн                                                                                        |
| Куглуктук (Kugluktuk)                                        | Дональд Хавиояк   | Джо Аллен Эвъяготайлак | 40,41 %         | Дональд Хавиояк, Милли Куликтана                                                                   |
| Нанулик (Nanulik)                                            | Patterk Netser    | Patterk Netser         | 34,92 %         | Эмили Бэрдсолл, Вилли Накулак, Бернард Путулик, старший.                                           |
| Наттилик (Nattilik)                                          | Уриаш Пукикнак    | Leona Aglukkaq         | 42,84 %         | Том Акоак, Энтони Ангуттитаурук, Дэвид Иркиут, Саймон Циннактук, Сонни Портер, Рудигер Х. Дж. Раш  |
| Пангниртанг (Pangnirtung)                                    | Питер Килабук     | Питер Килабук          | 61,87 %         | Симеони Киинайнак                                                                                  |
| (Quttiktuq)                                                  | Ревекка Уильямс   | Леви Варнава           | 43,94 %         | Лукас Амагоалик, Паулооси Аттагоут, Ларри Одлалук, Энтони Улликатар, Ребекка Уильямс               |
| Северный Ранкин-Инлет (Rankin Inlet North)                   | Джек Анавак       | Тагак Керли            | провозглашенный | никто                                                                                              |
| Южный Ранкин-Инлет/Уэйл-Коув (Rankin Inlet South/Whale Cove) | Маниток Томпсон   | Левиния Браун          | 38,87 %         | Джерри Элл, Перси Каблона, Измаил Наулалик, Соломон Войис                                          |
| Южный Баффин (South Baffin)                                  | Олайюк Акесук     | Олайюк Акесук          | 58,94 %         | Маликту Лита, Марта Лита                                                                           |
| Туннуник (Tununiq)                                           | Джоби Нутарак     | Джоби Нутарак          | 31,84 %         | Appitaq Enuaraq, Сэм Омик, Дэвид Qajaakuttuk Qamaniq                                               |
| Уккумиут (Uqqummiut)                                         | Дэвид Икакрилю    | Джеймс Аррик           | 27,06 %         | Стиви Одлакиак, Фиби Паллук Хейнну, Петр Икалукяк, Давид Икакрилю, Самуэль Нукингак, Лоути Тоомаси |
| Источник: CBC News                                           |                   |                        |                 | |

В основном, избиратели Нунавута сделали выбор в пользу действующей власти. Премьер, четыре члена кабинета министров и ещё три других законодателя были переизбраны; пять депутатов первого созыва были побеждены, в том числе спикер первого Законодательного собрания Кевин О’Брайен. Только две женщины были избраны в 19-местный законодательный орган.
Премьер Пол Окалик получил твёрдое одобрение избирателей в своём округе. Его соперником в борьбе за пост главы правительства стал Тагак Керли, охотник и традиционалист, известный совим отказом разговаривать с журналистами на английском языке. Однако Окалик был возвращён в статус премьер-министра 5 марта 2004 года новым законодательным органом. Новым спикером Законодательного собрания был избран Джоби Нутарак.

## Разное
Впервые жители нескольких небольших изолированных общин смогли проголосовать по спутниковому телефону.
Явка избирателей почти достигла 90 %; в 8 из 18 округах она превысила 100 %, составив 143 % в Куглуктуке, так как регистрация избирателей проводилась на избирательном участке.